# Pusjkin-toppen
Pusjkin-toppen (georgiska: პუშკინის პიკი, Pusjkinis piki; ryska: Пик Пушкина, Pik Pusjkina) är en bergstopp bergstopp i Ryssland. Toppen når 5 047 eller 5 100 meter över havet. Den har fått sitt namn efter den ryske författaren Aleksandr Pusjkin.